# Hydrie

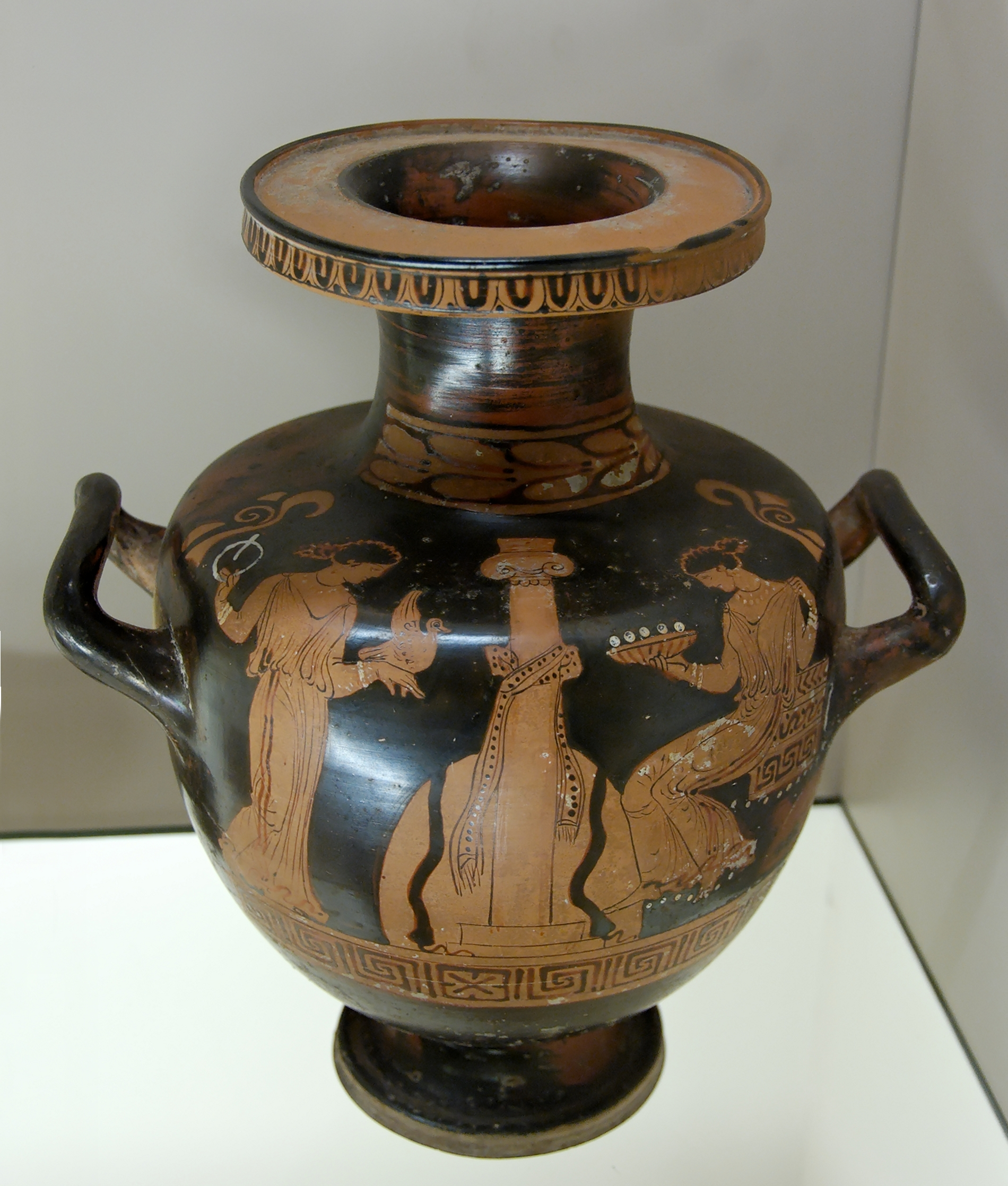
Hydrie apulienne à figures rouges, v. 360-350 av. J.-C., British Museum (Vase F 19)

Dans la Grèce antique, une hydrie ou kalpis (en grec ancien ὑδρία / hydría ou κάλπις / kálpis) est un vase fermé muni de trois anses, deux latérales permettant son transport, et une à l'arrière permettant de verser. Elle est utilisée pour recueillir et transporter l'eau.